# نورمان وارنر
نورمان وارنر هو سياسي كندي، ولد في 23 ديسمبر 1943 في أوتاوا في كندا، وتوفي في 2 أبريل 2014 في كورنوال في كندا. حزبياً، نشط في الحزب الكندي التقدمي المحافظ. وقد انتخب عضو مجلس العموم الكندي.